# Schakelketting (sieraad)

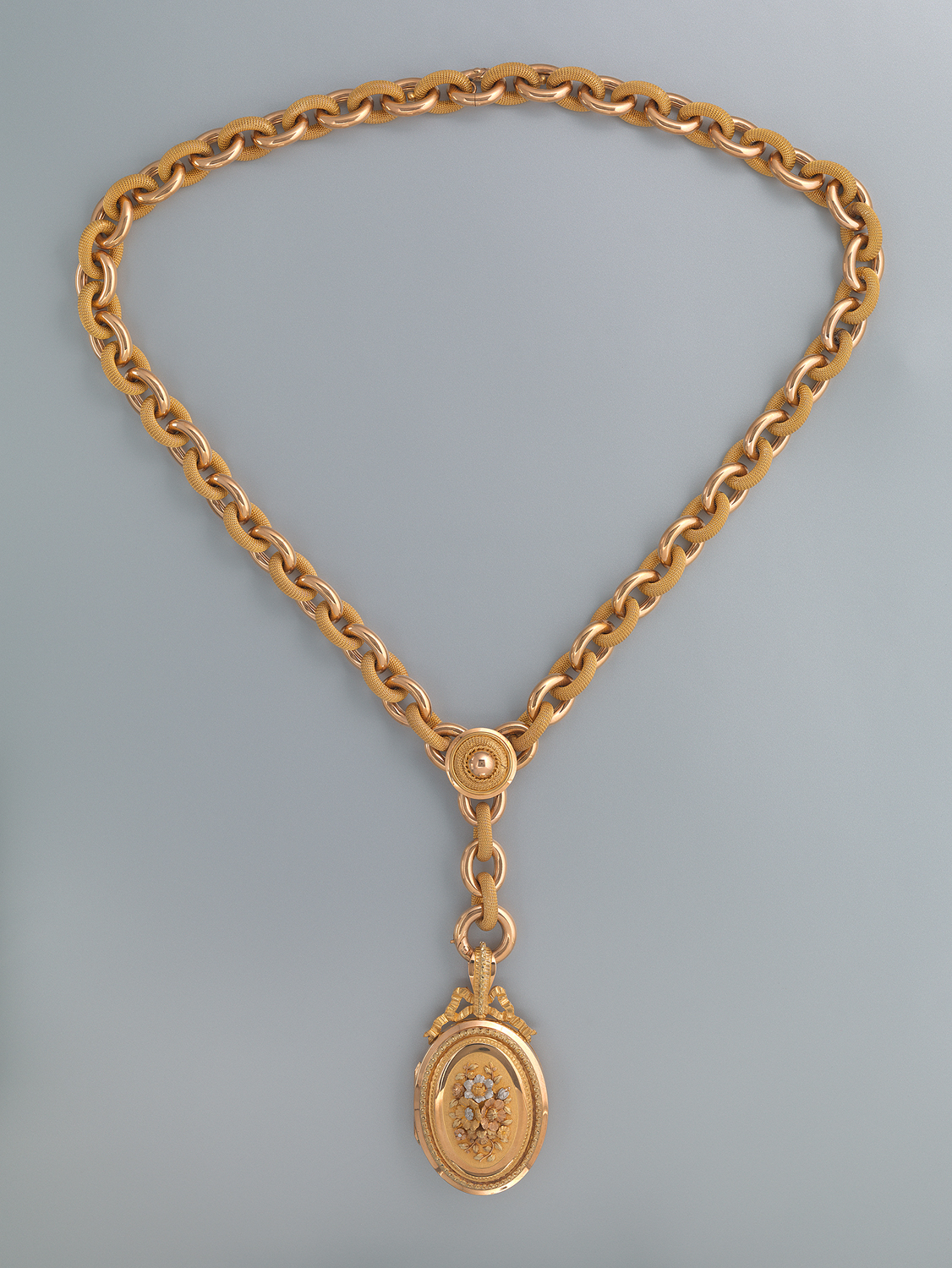
Gouden schakelketting met een portretmedaillon, uit Parijs, 1865 – 1885

Schakelkettingen worden veelal als sieraad gedragen als halsketting of armband.
Een schakel bestaat uit een gesloten lus. Schakels bestaan vaak uit ringen, maar kunnen ook andere vormen hebben. Ook kunnen door het buigen, lassen, solderen of anders vormgeven van één initiële lus, er meerdere lussen uit deze initiële lus ontstaan. De meest basale schakelketting bestaat uit verbindingen waarin één schakel met één of meerder schakels verbonden is, maar ook waar een dubbele of meerdere schakels met twee of meer schakels verbonden zijn.

## Ontstaansgeschiedenis
De schakelketting gemaakt van goud en zilver als sieraad bestaat vanaf de Bronstijd in het Midden-Oosten tot en met de Middeleeuwen. De oudste vondsten van schakelkettingen in koninklijke graven nabij Oer dateren van 3000 v. Chr. Door de kwaliteit van de teruggevonden kettingen bestaat het vermoeden dat er voor deze tijd ook al schakelkettingen werden geproduceerd. Er zijn ook andere vroege vindplaatsen van later datum, zoals Troje II, prepalatiaal Kreta en Egypte ten tijde van de eerste tussenperiode. Omdat het bekend is dat er in de vroege Bronstijd handelscontacten bestonden, is het niet met zekerheid te zeggen waar de klassieke schakelketting ontstaan is. Vanaf 2000 v Chr. zijn voorbeelden gevonden van schakelkettingen die op verschillende manieren zijn opgebouwd.

### Ketting uit meerdere ringen
In de 7e eeuw v. Chr. werd er in Griekenland een nieuwe techniek gebruikt waarin meerdere rijen ringen in elkaar geschakeld werden zodat ze een lint vormden, vergelijkbaar met de techniek gebruikt voor het vervaardigen van maliënkolders. Deze methode werd veelvuldig gebruikt door de Etrusken, Oude Grieken en Romeinen.

## Verspreiding
Beide vormen van schakelkettingen verspreidden zich vanuit Italië door de rest van het Europese vasteland, Groot-Brittannië, Scandinavië en Rusland. Tijdens de tijd van het Byzantijnse rijk en de Middeleeuwen werden de lintachtige schakelkettingen vervangen door andere ontwerpen, hoewel de simpele schakelkettingen gemaakt bleven worden, met name de koordachtige kettingen uit dubbele schakels. Vanaf de Renaissance tot in de 19e eeuw, werden schakelkettingen nauwelijks door Europese goudsmeden vervaardigd.

## Opleving

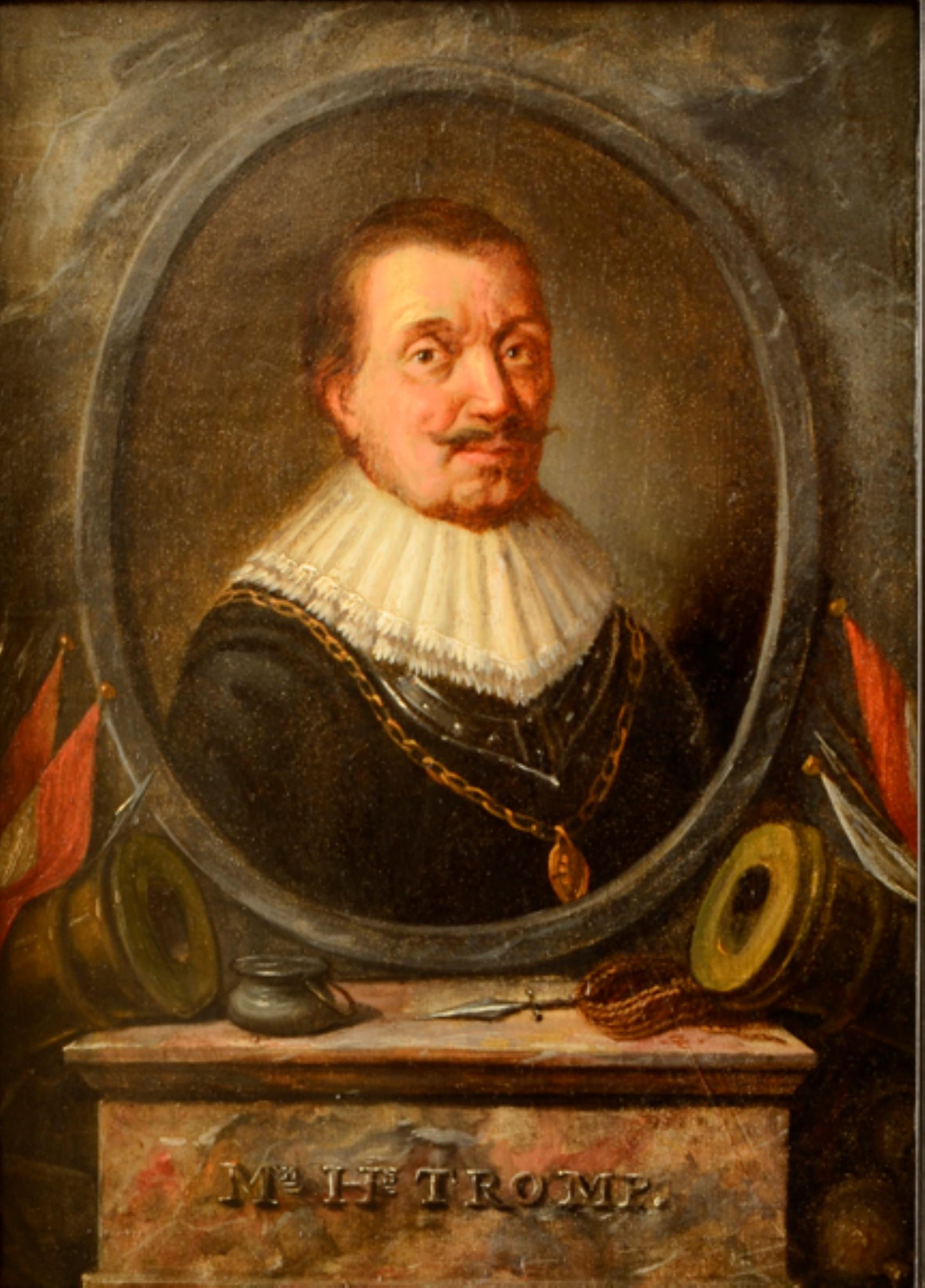
Portret van Maarten Tromp met schakelketting, 17e eeuw.

De 18e eeuw kende het begin van archeologische opgravingen, waarbij ook antieke sieraden werden gevonden, waarna goudsmeden deze antieke sieraden probeerden te reproduceren. In de 19e eeuw was de firma Castellani een sieradenhuis dat hiermee beroemd werd.